# Jefferson Duque
Jefferson Andrés Duque Montoya (Medellín, 17 maggio 1987) è un ex calciatore colombiano, di ruolo attaccante.

## Palmarès
- Categoría Primera A (4): 2013-I, 2013-II, 2014-I, 2015-II
- Copa Colombia (2): 2012, 2013
- Superliga Colombiana (1): 2012